# 石上静香
石上 静香（いしがみ しずか、1988年9月14日 - ）は、日本の女性声優。東京都出身。大沢事務所所属。

## 略歴
以前は漫画家を目指しており、実際に高校時代には商業誌で連載を持つほどだったが、卒業後の進路を決める際に、ゲームのキャラを演じてみたいと思ったことがきっかけで表現者として声優を志すようになる。東京メディアアカデミーの声優ボーカル科（現：専門学校 東京声優・国際アカデミーの声優養成科）を卒業。81プロデュース所属後、プロ・フィット声優養成所を経て2014年2月よりプロ・フィット所属となる。
デビュー作はノンクレジットで、3分ぐらいのショートアニメ。作品にはキャラクターが10人ぐらい登場していたが、声優は数人しかおらず疑問に思っていたところ、「石上さんは女性役を全部やってください」と原稿を渡され、「現場って怖っ！」と感じたという。
オーディションで初めて合格した役は『健全ロボ ダイミダラー』の喜友名霧子であり、最も印象に残っている役にも挙げている。
2016年10月1日より石上静香の「チョクメ!」を開始した。
2017年5月4日より、FRESH!声フレチャンネルにて初の単独冠番組である 「Shizucafe〜石上の宵所」を開始した。
2022年1月1日、プロ・フィットが同年3月末で閉鎖することに伴い、大沢事務所へ移籍。
2025年6月30日、声優の柳晃平との結婚と第1子妊娠を自身のXアカウントで報告した。

## 人物・特色
役柄としては、男の子役からお姉さん役まで、幅広く演じる。
演じる時は、性別は全く意識しておらず、そのキャラクターのことだけを考えているという。
趣味は歌唱、ゲーム、小物集め。特技は絵画・早起き。資格はビジネス能力検定3級。
一人っ子である。

## 出演
太字はメインキャラクター。

### テレビアニメ
2010年
- バクマン。（2010年 - 2011年、太田、瀬川）

2011年
- カードファイト!! ヴァンガード（飛田マイ）
- プリティーリズム・オーロラドリーム（実行委員B）

2013年
- 俺の脳内選択肢が、学園ラブコメを全力で邪魔している（女子A、女B、女子生徒）
- ゴールデンタイム（2013年 - 2014年、女子学生A、女性客1、先輩女子D）
- 超次元ゲイム ネプテューヌ THE ANIMATION（暴徒A）
- 凪のあすから（潮留晃、店員A）
- 私がモテないのはどう考えてもお前らが悪い!（女子生徒、妄想友達）
- ワルキューレ ロマンツェ（女生徒D）

2014年
- ウィッチクラフトワークス（生徒）
- 彼女がフラグをおられたら（放送部員B）
- 繰繰れ! コックリさん（クラスメイト）
- グリザイアの果実（女生徒1）
- 月刊少女野崎くん（女子）
- 健全ロボ ダイミダラー（喜友名霧子）
- ご注文はうさぎですか?（女性客A）
- 最近、妹のようすがちょっとおかしいんだが。（女店員）
- 四月は君の嘘（2014年 - 2015年、ソフト部員、観客、女子生徒、出場者、柏木奈緒）
- ストライク・ザ・ブラッド（甲島桜）
- 精霊使いの剣舞（エリス・ファーレンガルト、スカーレット）
- selector infected WIXOSS（ももか、女子生徒、編集者）
- トライブクルクル（2014年 - 2015年、飛竜ハネル、カップルの女性、ソータの姉、CMの音声）
- のうりん（生徒）
- ノブナガ・ザ・フール（オペC、オペレーター、キツノ、ブリッジオペレーターC、兵士D）
- まじもじるるも（井上澄子）
- ラブライブ! 2nd Season（美術部員A）

2015年
- アルスラーン戦記（2015年 - 2016年、官女、商人、町の女性） - 2シリーズ
- 機動戦士ガンダム 鉄血のオルフェンズ（2015年 - 2017年、エンビ、クロエ・タービン、ドルト組合員、ボードウィン家メイド） - 2シリーズ
- 下ネタという概念が存在しない退屈な世界（華城綾女）
- Charlotte（事故現場の女子、療養所受付、女子生徒柏原、女子生徒日置、女子生徒木嶋）
- 食戟のソーマ（2015年 - 2020年、水戸郁魅） - 6シリーズ
- ジョジョの奇妙な冒険（2015年 - 2019年、少年、ブチャラティ少年） - 2シリーズ
- 戦姫絶唱シンフォギア シリーズ（2015年 - 2019年、レイア・ダラーヒム） - 2シリーズ
- ダンジョンに出会いを求めるのは間違っているだろうか（2015年 - 2025年、シル・フローヴァ） - 6シリーズ
- To LOVEる -とらぶる- ダークネス 2nd（女生徒A、女子B）
- トリアージX（杉原亜矢）
- なないろ革命（小嶋ゆゆ）
- VALKYRIE DRIVE -MERMAID-（宮里葵）
- 響け!ユーフォニアム（吹奏楽部員）
- ミカグラ学園組曲（遠石遥架）
- 落第騎士の英雄譚（ステラ・ヴァーミリオン）
- わかば*ガール（生徒、店員、声1、アナウンス）

2016年
- アクティヴレイド -機動強襲室第八係-（星宮はるか） - 2シリーズ
- ブブキ・ブランキ（扇木乃亜） - 2シリーズ
- 虹色デイズ（浅井幸子、女子生徒、審判の女子）
- おしえて! ギャル子ちゃん（アゲ美、女性②）
- Dimension W（榊葉莉紗、榎南森晴菜）
- プリンス・オブ・ストライド オルタナティブ（イベントMC）
- ディバインゲート（ヘルヴォル）
- 最弱無敗の神装機竜（切姫夜架）
- くまみこ（かおり）
- 逆転裁判 〜その「真実」、異議あり!〜（大滝九太）
- Re:ゼロから始める異世界生活（2016年 - 2020年、ダイン） - 2シリーズ
- 境界のRINNE（2016年 - 2017年、四魔れんげ） - 2シリーズ
- 斉木楠雄のΨ難（2016年 - 2018年、女子A、緑〈イメージ〉、遊太の母、りなてぃ、空助〈幼少期〉 他） - 2シリーズ
- D.Gray-man HALLOW（レベル4）
- 魔装学園H×H（スカーレット・フェアチャイルド）
- ツキウタ。 THE ANIMATION（姫川瑞希） - 第8話エンドカードイラストも担当
- Occultic;Nine -オカルティック・ナイン-（内海マアコ）
- クラシカロイド（2016年 - 2018年、アナウンサー、ストリートミュージシャン、アルバイト、小学6年生、キャスター 他） - 2シリーズ
- 競女!!!!!!!!（藤崎琴音）
- タイムボカン24（2016年 - 2017年、小学生1、小学生、紫陽花の君）
- 魔法少女育成計画（男子A）
- 探偵オペラ ミルキィホームズ ファンファンパーリーナイト♪ 〜ケンとジャネットの贈り物〜（生徒A）

2017年
- 風夏（カップルの女性、女性客）
- 亜人ちゃんは語りたい（悠子、木村静香）
- モンスターハンター ストーリーズ RIDE ON（2017年 - 2018年、子供C、ハンターA、長女、サーワン、メラルーA）
- MARGINAL#4 KISSから創造るBig Bang（ニュースキャスター）
- Re:CREATORS（小学生）
- ソード・オラトリア ダンジョンに出会いを求めるのは間違っているだろうか外伝（シル・フローヴァ）
- アイカツスターズ!（シエニ）
- ID-0（生徒①）
- Fate/Apocrypha（セレニケ・アイスコル・ユグドミレニア）
- ナイツ&マジック（悪ガキA、召使い）
- 妖怪アパートの幽雅な日常（下級生の女子B、若い女性B、司会女子）
- 魔法陣グルグル（ニケ）
- ゲーマーズ!（美嘉）
- 天使の3P!（水着販売員）

2018年
- 博多豚骨ラーメンズ（僑梅）
- ダーリン・イン・ザ・フランキス（イクノ）
- スロウスタート（佐藤理香乃）
- オーバーロード シリーズ（2018年 - 2022年、ティア） - 2シリーズ
- ハクメイとミコチ（現像屋、ユナカ）
- キリングバイツ（子供）
- こみっくがーるず（小夢の編集、女性）
- 多田くんは恋をしない（長谷川日向子、男子、長谷川日向子〈幼少期〉、猫）
- 宇宙戦艦ティラミス（イスズ〈幼少期〉）
- ハイスクールD×D HERO（ミスティータ・サブノック）
- プラネット・ウィズ（鷹取紅華）
- Back Street Girls -ゴクドルズ-（ボンジョルノ娘:ユイ）
- 七星のスバル（ワン・レイシェン）
- ハイスコアガール（2018年 - 2019年、小春ママ、女教師） - 2シリーズ
- はたらく細胞（循環くん）
- キラッとプリ☆チャン（金城琉夏）
- 京都寺町三条のホームズ（井上理香）
- 抱かれたい男1位に脅されています。（瑞季薫）
- ゴブリンスレイヤー（2018年 - 2023年、武闘家） - 2シリーズ
- ユリシーズ ジャンヌ・ダルクと錬金の騎士（ラ・イル）
- 転生したらスライムだった件（2018年 - 2024年、ゴブリン達、リョウタ） - 3シリーズ
- となりの吸血鬼さん（TVレポーター）
- 探偵オペラ ミルキィホームズ サイコの挨拶（伊地波るい子）

2019年
- revisions リヴィジョンズ（ストリングパペットMMI、ミロの姉）
- 約束のネバーランド（2019年 - 2021年、ナット） - 2シリーズ
- 魔法少女特殊戦あすか（ナーズィニー）
- フルーツバスケット（2019年 - 2021年、木之下南） - 3シリーズ
- けだまのゴンじろー（2019年 - 2020年、前神マコト、マリア、ハルヒデ）
- なんでここに先生が!?（葉桜ひかり）
- ダンベル何キロ持てる?（上原彩也香）
- ヴィンランド・サガ（2019年 - 2023年、トルフィン〈幼少期〉） - 2シリーズ
- 炎炎ノ消防隊（2019年 - 2025年、5thエンジェルス3、第5女性隊員） - 2シリーズ
- 女子高生の無駄づかい（ゲームセンターの女2）
- コップクラフト（娼婦）
- 彼方のアストラ（子供ザック）
- Dr.STONE（ガーネット）
- あひるの空（2019年 - 2020年、国分洋子）
- 超人高校生たちは異世界でも余裕で生き抜くようです!（プリンス暁）
- ぼくたちは勉強ができない!（うるかの母）
- アズールレーン（飛龍）
- ノー・ガンズ・ライフ（アン）

2020年
- 妖怪学園Y 〜Nとの遭遇〜（2020年 - 2021年、イズナ、雲池クマ子 / 七雲クウカ / モモンガーレディ、ゴッドウンチクマーズ、ジミナディーヌ / カトリーヌ、金仁コマカ、霧隠マリナ、寺刃ミホ、流石キラメキ）
- 八男って、それはないでしょう!（ヴェンデリン〈幼少期〉）
- トミカ絆合体 アースグランナー（2020年 - 2021年、駆動ライガ）
- グレイプニル（氷川）
- 憂国のモリアーティ（2020年 - 2021年、ウィリアム・ジェームズ・モリアーティ〈幼少期・少年〉） - 2シリーズ
- 魔王城でおやすみ（ケル）
- シャドウバース（エリカ）
- 神様になった日（央人両親）
- ふしぎ駄菓子屋 銭天堂（2020年 - 2021年、児童、小暮桜子）

2021年
- はたらく細胞BLACK（白血球〈好中球〉）
- 回復術士のやり直し（セツナ）
- 結城友奈は勇者である ちゅるっと!（山伏しずく / 山伏シズク）
- 86-エイティシックス-（2021年 - 2022年、レッカ・リン） - 2シリーズ
- 転生したらスライムだった件 転スラ日記（ゴブテ）
- BLUE REFLECTION RAY/澪（望、クリスタル少女）
- 東京リベンジャーズ（龍宮寺堅〈少年〉）
- NIGHT HEAD 2041（霧原直也〈幼少期〉）
- マジカパーティ（トラップ）
- 平穏世代の韋駄天達（コリー）
- 死神坊ちゃんと黒メイド（2021年 - 2024年、ヒューゴ） - 3シリーズ
- 名探偵コナン（2021年 - 2025年、西川守、城井来海）
- 境界戦機（2021年 - 2022年、ケイト・バーン） - 2シリーズ
- 終末のハーレム（2021年 - 2022年、石動寧々子）
- 結城友奈は勇者である -大満開の章-（山伏しずく / 山伏シズク）
- カードファイト!! ヴァンガード overDress（2021年 - 2023年、女生徒 / モモカ） - 2シリーズ
- 見える子ちゃん（ひとみ）
- 鬼滅の刃（2021年 - 2024年、まきを） - 2シリーズ

2022年
- オリエント（武蔵〈幼少期〉） - 2シリーズ
- 怪人開発部の黒井津さん（フルーレティ）
- 明日ちゃんのセーラー服（鷲尾瞳）
- 恋は世界征服のあとで（デス美の友人B）
- おにぱん!（赤園赤、女子）
- パリピ孔明（一夏）
- 組長娘と世話係
- 農民関連のスキルばっか上げてたら何故か強くなった。（ライ）
- うる星やつら (2022)（2022年 - 2024年、弁天、少年ルパ）- 2シリーズ
- アークナイツ（2022年 - 2025年、チェン） - 3シリーズ
- アキバ冥途戦争（モリィ）

2023年
- 魔王学院の不適合者 II 〜史上最強の魔王の始祖、転生して子孫たちの学校へ通う〜（リンカ・セオウルネス）
- デジモンゴーストゲーム（クティーラモン）
- ブルーロック（馬狼照英〈少年期〉）
- もういっぽん!（真島光）
- この素晴らしい世界に爆焔を!（ねりまき）
- 事情を知らない転校生がグイグイくる。（高田太陽）
- 異世界でチート能力を手にした俺は、現実世界をも無双する〜レベルアップは人生を変えた〜（氷堂雪音）
- 王様ランキング 勇気の宝箱（子供）
- 久保さんは僕を許さない（ソード×マジックマスコット）
- AIの遺電子（少年）
- 英雄教室（ディオーネ）
- 白聖女と黒牧師（お客さん、ユーリエ）
- 悲劇の元凶となる最強外道ラスボス女王は民の為に尽くします。（ケメト）
- ホリミヤ -piece-（女子生徒B）
- はめつのおうこく（ダキャ）
- 新しい上司はど天然（幼少桃瀬）

2024年
- 葬送のフリーレン（ラオフェン）
- 戦国妖狐（茂吉、与吉） - 2シリーズ
- 外科医エリーゼ（子供グレアム）
- ひみつのアイプリ（2024年 - 2025年、大須賀ヴィクトリア、ゆうま） - 2シリーズ
- ワンルーム、日当たり普通、天使つき。（森太郎〈幼少期〉）
- 義妹生活（浅村悠太〈幼少期〉）
- エルフさんは痩せられない。（大江田）
- メカウデ（トゥース）
- 村井の恋（平井望）
- 魔王2099（沙耶）

2025年
- ババンババンバンバンパイア（葵の母親）
- 想星のアクエリオン Myth of Emotions（天翅族、虹色の翅の者）
- 全修。（メガネ）
- 外れスキル《木の実マスター》 〜スキルの実（食べたら死ぬ）を無限に食べられるようになった件について〜（子供）
- 青のミブロ（京八直純〈幼少期〉）
- ニートくノ一となぜか同棲はじめました（にんにんメイド、くノ一）
- ＃コンパス2.0 戦闘摂理解析システム（アオジル）
- 忍者と殺し屋のふたりぐらし（草隠みどり）
- 戦隊大失格（常盤奏）
- ばいばい、アース（ドライ）
- ボールパークでつかまえて!（ナツメ）
- 自動販売機に生まれ変わった俺は迷宮を彷徨う 2nd season（犬岩山の会長）
- 桃源暗鬼（幼い四季）
- ぬきたし THE ANIMATION（片桐奈々瀬）

2026年
- 勇者刑に処す 懲罰勇者9004隊刑務記録（パトーシェ・キヴィア）

### 劇場アニメ
2015年
- バケモノの子
- 心が叫びたがってるんだ。（江田明日香）

2016年
- ガラスの花と壊す世界（ドロシーの姉妹）
- 劇場版 探偵オペラ ミルキィホームズ〜逆襲のミルキィホームズ〜（生徒A）
- planetarian 〜星の人〜（イザヤ）
- モンスターストライク THE MOVIE はじまりの場所へ（二階堂純）

2017年
- ノーゲーム・ノーライフ ゼロ（男の子）

2019年
- コードギアス 復活のルルーシュ（側近）
- 劇場版 ダンジョンに出会いを求めるのは間違っているだろうか -オリオンの矢-（シル・フローヴァ）
- 劇場版 誰ガ為のアルケミスト（少年〈声〉）
- 映画 妖怪学園Y 猫はHEROになれるか（イズナ）

2021年
- 劇場版 抱かれたい男1位に脅されています。〜スペイン編〜（ルーカス）

2022年
- グッバイ、ドン・グリーズ!（女子生徒）

2024年
- トラペジウム（水野花枝）

### OVA
2011年
- 姫ギャル♥パラダイス（女生徒A）

2014年
- ツブ★ドル（上溝このみ）
- ノゾ×キミ（牧野ユウキ） - コミックス第4巻・第5巻DVD付き限定版

2015年
- 響け！ユーフォニアム「かけだすモナカ」（2015年、チームもなか） - 第1期Blu-ray第7巻収録番外編

2016年
- クイーンズブレイド グリムワール（ザラ）
- 食戟のソーマ タクミの下町合戦（水戸郁魅） - コミックス第18巻DVD付き限定版
- ブラッククローバー（ナッシュ）

2017年
- ストライク・ザ・ブラッド（2017年 - 2019年、沖山御影、ヴィクトリア・カーマイン） - 2シリーズ

2018年
- 嫌な顔されながらおパンツ見せてもらいたい（2018年 - 2019年、伊東ちとせ） - 2シリーズ
- Re:ゼロから始める異世界生活 Memory Snow（ダイン）

2019年
- まじもじるるも 完結編（井上澄子） - 原作第3部コミックス第9巻OAD付限定版

2020年
- 転生したらスライムだった件（リョウタ） - 漫画版第14 - 16巻OAD付き限定版

2021年
- ダンジョンに出会いを求めるのは間違っているだろうかIII（シル・フローヴァ）

### Webアニメ
2010年代
- スーパーショートコミックス（2015年、藤川ゆみ）
- モンスターストライク（2015年 - 2018年、フード1、二階堂純、看護師、カップル女、天使兵） - 2シリーズ
- 月曜日のたわわ（2016年 - 2021年、バレー部ちゃん） - 2シリーズ
- A.I.C.O. Incarnation（2018年、橘亮太）

2020年代
- 虫籠のカガステル（2020年、イアソン、キドウ少年）
- ハレルヤ -運命の選択-（2020年、能力者姉妹）
- 極主夫道（2021年、主婦B、主婦A）
- テルマエ・ロマエ ノヴァエ（2022年、子供、女性）
- 風都探偵（2022年、有藤螢 / アルコール・ドーパント）
- MONSTERS 一百三情飛龍侍極（2024年、村人たち）

### ゲーム
2013年
- 箱庭のフォルクローレ（赤鬼のクラキ）

2014年
- 精霊使いの剣舞 DayDreamDuel（エリス・ファーレンガルト）
- 刻のイシュタリア（刻限の魔女ニーナ、桃園の漢中王リュウビ、初夏の漢中王リュウビ、常夏の黒魔女ニーナ）
- ようこそ!ファミーユへ（下野さやか）
- ロボットガールズZ ONLINE（のそりん〈のっそり博士〉）

2015年
- アルカディアの蒼き巫女（レニ）
- 音速少女隊 -Photon Angels-（リンシン、ティティ、シュンメイ）
- 家電少女（つらら、ありす、なおみ）
- 艦隊これくしょん -艦これ-（瑞穂、江風、海風）
- 食戟のソーマ 友情と絆の一皿（水戸郁魅）
- 白猫プロジェクト（ヴィヴィ・ガガヴィー）
- 猫耳さばいばー!（シェラ、ユウキ、サレア）
- ピルグリムサーガ（主人公〈女〉）
- 嫁コレ（エリス・ファーレンガルト）
- 私がお世話してあげる!（いとは）

2016年
- アルスラーン戦記 戦士の資格（フーリ）
- ウチの姫さまがいちばんカワイイ（柔月姫 ルーナ・ソフエッティ）
- エンドライド-X fragments-（アドリア）
- けものフレンズ（イタリアオオカミ）
- グランブルーファンタジー（2016年 - 2024年、アルメイダ、シオン）
- 限界凸旗 セブンパイレーツ（パルテ・カイリ）
- Shadowverse（エリカ、マーチャントガール）
- 食戟のソーマ 最饗のレシピ おかわり!!（水戸郁魅）
- 戦国姫譚MURAMASA-雅-（榊原康政）
- ソラヒメ〜ACE VIRGIN〜（J-5 殲撃五型）
- 天穹のアルクルス（ヘクセラ・シュヴァン）
- 非オタの彼女が俺の持ってるエロゲに興味津々なんだが……（水崎萌香）
- リーリヤのおともだち（サレア）

2017年
- 萌え萌え2次大戦（略）3（レイカ、ミグ）
- クラッシュ・オブ・パンツァー（ステイシー・メンジーズ）
- 戦艦少女R（ヴォークラン、Z16、プリンストン）
- ダンジョンに出会いを求めるのは間違っているだろうか 〜メモリア・フレーゼ〜（シル・フローヴァ）
- 戦姫絶唱シンフォギアXD UNLIMITED（レイア・ダラーヒム）
- プリンセス・プリンシパル GAME OF MISSON（アネット・グレース）
- マギアレコード 魔法少女まどか☆マギカ外伝（2017年 - 2023年、加賀見まさら）
- グリムノーツ（ニケ）
- アズールレーン（2017年 - 2020年、飛龍、チェシャー）
- UNDER NIGHT IN-BIRTH Exe:Late[st]（ワーグナー）
- 学園戦姫プラネットウォーズ（剣菱桜）
- パズルオブエンパイア（チェ・ゲバラ、マリー・アントワネット、源頼朝）
- 編隊少女 -フォーメーションガールズ-（アドルフィーナ・ソロモン）
- アルケミアストーリー（スミナ）
- モン娘☆は〜れむ（ミーティア）

2018年
- FALLEN LEGION（オクタヴィア・セシール・フェナム）
- オルタンシア・サーガ -蒼の騎士団-（エレクトラ）
- ブラウンダスト（2018年 - 2019年、イライザ、ロクサンナ）
- キングスレイド（レウィシア）
- 少女とドラゴン -幻獣契約クリプトラクト-（パンドラ、エンラ）
- ORDINAL STRATA -オーディナル ストラータ（オレガリオ）
- 天華百剣 -斬-（大天狗正家）
- 世紀末デイズ（卯月木乃香、芦田ひろ子）
- ウォーロックスZ（玡）
- 世界樹の迷宮X（カリス）
- 結城友奈は勇者である 花結いのきらめき（2018年 - 2022年、山伏しずく / 山伏シズク）
- タユタマ2 -you're the only one-（西条緋文）
- バハムートラビリンス（ヘレネー）

2019年
- CARAVAN STORIES（ソンゴクウ）
- 荒野のコトブキ飛行隊 大空のテイクオフガールズ!（ニコ）
- MASS FOR THE DEAD（ティア）
- ノラと皇女と野良猫ハート2（アイリス・ディセンバー・アンクライ）
- 御城プロジェクトRE（室町第、菖蒲城）
- オルタナティブガールズ2（一本氣・牡丹）
- クイズRPG 魔法使いと黒猫のウィズ（2019年 - 2020年、アステラ、ローヴィ・フロイセ〈2代目〉）
- ファイアーエムブレム 風花雪月（ペトラ＝マクネアリー）
- ファイアーエムブレム ヒーローズ（2019年 - 2024年、ペトラ、エキドナ）
- Project NOAH -プロジェクト・ノア-（カトリーナ・オーケルフェルト）
- Epic Seven（ロゼ）
- 乖離性ミリオンアーサー（ウァース）
- ダンジョンに出会いを求めるのは間違っているだろうか インフィニト・コンバーテ（シル・フローヴァ）
- WAR OF THE VISIONS ファイナルファンタジー ブレイブエクスヴィアス 幻影戦争（イェルマ）
- アクション対魔忍（ファウスト）

2020年
- アークナイツ（チェン）
- 放置少女〜百花繚乱の萌姫たち〜（清姫、牛若丸、雷震子）
- エースヴァージン: 再出撃（J-5 懺撃五型）
- スナイパイ71（ノーン）
- キングダムオブヒーロー（ラケシス）
- エンゲージソウルズ（アーシャ）
- 妖怪学園Y 〜ワイワイ学園生活〜（イズナ、雲池クマ子 / 七雲クウカ）
- 宮ノ計（傅明玉）

2021年
- 百花繚乱 -パッションワールド（伊達政宗）
- ロストディケイド（メタトロン）
- イドラ ファンタシースターサーガ（マチルダ）
- けものフレンズ3（ビャッコ）
- カウンター・アームズ（鳳翔、P-26 ピーシューター）
- ブレイブソード×ブレイズソウル（渡橋あみら）
- 白夜極光（リオナ、ベク）
- パズルガールズ（フッド、ワシントン）
- マナシスリフレイン（イライザ・フレイディス）

2022年
- 阿卡夏計劃（雨千花）
- テイルズオブザレイズ（ニケ）
- 刀剣乱舞無双（淀殿、細川ガラシャ）
- ファイアーエムブレム無双 風花雪月（ペトラ＝マクネアリー）
- 蒼き雷霆 ガンヴォルト 鎖環（サーペンタイン）
- ブルーアーカイブ -Blue Archive-（2022年 - 2025年、錠前サオリ）
- エターナルツリー（マリス）

2023年
- コードギアス 反逆のルルーシュ ロストストーリーズ（2023年 - 2024年、ジョアンナ・クシュナー）
- タワーオブスカイ（アミネ）
- ダンジョンに出会いを求めるのは間違っているだろうか バトル・クロニクル（シル・フローヴァ）
- スノウブレイク：禁域降臨（成瀬晴）

2024年
- 逆転オセロニア（ナルアダルア）
- ドラゴンクエストX 未来への扉とまどろみの少女 オンライン（トープス）
- 無期迷途（曜）
- アッシュエコーズ（フワワ）
- フェスティバトル（2024年 - 2025年、ヴィヴィ）
- リバースブルー×リバースエンド（ソナタ）

2025年
- ダンジョンに出会いを求めるのは間違っているだろうか 水と光のフルランド（シル・フローヴァ）
- 魔法少女まどか☆マギカ Magia Exedra（加賀見まさら）
- 鬼滅の刃 ヒノカミ血風譚2（まきを）

### ドラマCD
- ツブ★ドル（時期不明、上溝このみ）
- 獏狩り（時期不明、女房）
- ナビカレ!!〜わたしをむかえにきて〜（2009年、女の子）
- 虹色デイズ（2014年、浅井幸子） - コミックス第7巻ドラマCD付き限定版[204]
- 高嶺と花（2015年 - 2019年、花の母） - 2015年19号付録「耳で恋するドラマCD」 / 単行本第13巻ドラマCD付き限定版
- おしえて! ギャル子ちゃん（2016年、モガ） - Blu-ray第一巻 初回特典ドラマCD[205]
- 超人高校生たちは異世界でも余裕で生き抜くようです!（2018年、プリンス暁[206]） - 単行本第7巻ドラマCD付き限定特装版
- 楠芽吹は勇者である Vol.1・2（2018年、山伏しずく[207]）
- 精霊使いの剣舞 〜エレメンタル・ドリーマー〜（2018年、エリス[208]）
- 回復術士のやり直し（2019年、セツナ） - 文庫5巻オリジナルドラマCD付き同梱版[209]
- ヒプノシスマイク「Enter the Hypnosis Microphone」（2019年、坊城翌檜）
- ツンデレ悪役令嬢リーゼロッテと実況の遠藤くんと解説の小林さん（2020年、リーゼロッテ＝リーフェンシュタール [210]）※クラウドファンディング5000円コース・10000円コース・20000円コース返礼品
- 不実で不毛な恋の咬み痕（2020年、セレナ・カルヴィン[211]）
- カーストヘヴン 修学旅行編（2021年、由美[212]）

### デジタルコミック
- ルミナス＝ブルー（2019年、澄田先生）
- 弱気MAX令嬢なのに、辣腕婚約者様の賭けに乗ってしまった（2022年、ルーファス幼少期）コミックス3巻購入特典二次元コード[213]）

### オーディドラマ
- ツンデレ悪役令嬢リーゼロッテと実況の遠藤くんと解説の小林さん（2019年、リーゼロッテ＝リーフェンシュタール [210]）※クラウドファンディング1500円コース・2500円コース返礼品
- BURNS SKOOL（2021年 - 、犬江草太）

### 吹き替え

#### 映画
- アップグレード:どん底女子の幸せ探し（アナ）

#### アニメ
- パウ・パトロール（チェイス[214]）
- パウ・パトロール ザ・マイティ・ムービー（チェイス[215]）
- パウ・パトロール ザ・ムービー（チェイス[216]）
- ぼくらのスーパーヒーロー・パンツマン（ジョージ）
- ターミネーター0（ヒロ[217]）

### ラジオ
※はインターネット配信。
- 下ネタという概念が存在しない退屈なラジオ（2015年、アニメイトTV※）[218]
- 石上静香と東山奈央の英雄譚RADIO（2015年、音泉※・アニメイトTV※）[219]
- アクティヴレイドRADIO（2016年、音泉※）[220]
- 食戟のソーマ弐ノ皿presents 大西石上の おあがりよ、まつおかさん!（2016年、音泉※）[221]
- 石上静香と大坪由佳のアニラジアワード・グランプリ!（2017年、超A&G+※・音泉※・HiBiKi Radio Station※・アニメイトタイムズ※・ラジオ大阪※）[222]
- しゃどばすチャンネル（2016年 - 2024年、ニコニコ動画※）
- 魔法陣グルグルナビゲーション グルナビ!（2017年 - 2018年、音泉※）[223]
- 小林裕介・石上静香のゆずらないラジオ（2018年 - 、FRESH! 響チャンネル※）[224]
- 小原好美と石上静香の グイグイくるラジオ。（2023年、超!A&G+※・アニメ公式YouTube※）

### ラジオCD
- 石上静香と東山奈央の英雄譚RADIO Vol.1・2
  - 石上静香と東山奈央の英雄譚RADIO ステラと珠雫の妄想デートCD
- 下ネタという概念が存在しない退屈な世界 ラジオCD
- DJCD 魔法陣グルグルナビゲーション グルナビ!

### ナレーション
- トーラムオンライン テレビCM（2017年）[225]

### テレビ番組
- アニメマシテ（2015年2月9日・2月16日、テレビ東京）MC
- 魔法陣グルグル放送スタート直前SP!!ドミノで魔方陣!完成するまで帰れません!（2017年7月4日、テレビ東京）

### インターネットテレビ
- TVアニメ「ダーリン・イン・ザ・フランキス」放送直前SP放送（2017年12月25日[226]）
- ダンまち情報局オラジオＺ（2019年 - 2020年、YouTube[227]）

### 舞台
- 蒼穹のファフナー FACT AND RECOLLECTION（2010年、二年生女子）

### その他コンテンツ
- 僕のカノジョ先生 ASMR動画（2020年、藤城真香 [228]）※小説7巻及びコミックス2巻購入特典ID&パスワード

## ディスコグラフィ

### キャラクターソング
| 発売日   | 商品名                                                                               | 歌 | 楽曲                                                         | 備考                                                                     |
| 2014年   | 2014年                                                                               | 2014年 | 2014年                                                       | 2014年                                                                   |
| -------- | ------------------------------------------------------------------------------------ | --- | ------------------------------------------------------------ | ------------------------------------------------------------------------ |
| 7月23日  | 精霊剣舞祭                                                                           | にーそっくすす | 「精霊剣舞祭」 「KN33S0XXX」                                 | テレビアニメ『精霊使いの剣舞』エンディングテーマ                         |
| 7月23日  | 祝祭のエレメンタリア                                                                 | にーそっくすす | 「祝祭のエレメンタリア」                                     | テレビアニメ『精霊使いの剣舞』イメージソング                             |
| 9月24日  | 健全ロボ ダイミダラー BD・DVD第3巻特典CD                                             | 天久将馬（花江夏樹）、喜友名霧子（石上静香） | 「「将馬クン大好き！」「霧子ちゃん愛してる！」CHU☆」         | テレビアニメ『健全ロボ ダイミダラー』関連曲                              |
| 10月8日  | 精霊使いの剣舞 BD・DVD第1巻特典CD                                                    | にーそっくすす | 「刻印讃歌」                                                 | テレビアニメ『精霊使いの剣舞』関連曲                                     |
| 2015年   |                                                                                      | |                                                              |                                                                          |
| 2月4日   | 精霊使いの剣舞 BD・DVD第5巻特典CD                                                    | エリス・ファーレンガルト（石上静香） | 「天つ風、青き夢」 「Holy Domain」                           | テレビアニメ『精霊使いの剣舞』関連曲                                     |
| 2月27日  | ツキウタ。7月姫川瑞希「彼は誰の夢」                                                  | 姫川瑞希（石上静香） | 「彼は誰の夢」 「サンセット、リセット。」                    | 『ツキウタ。』関連曲                                                     |
| 3月4日   | 精霊使いの剣舞 BD・DVD第6巻特典CD                                                    | にーそっくすす | 「Holy Domain」                                              | テレビアニメ『精霊使いの剣舞』関連曲                                     |
| 4月15日  | ツブ★ドル ドラマCD 〜紹介します？舞台裏！〜 主題歌もできたし全国デビューしちゃうよ盤 | ツブ★ドル | 「ツブ★ドル」                                                | OVA『ツブ★ドル』主題歌                                                   |
| 4月15日  | ツブ★ドル ドラマCD 〜紹介します？舞台裏！〜 アニメイト限定特典CD                     | 相模あすか（竹達彩奈）、紫陽たまお（東山奈央）、上溝このみ（石上静香）、鵜野森かえで（大坪由佳）、小田相ゆず（阿東せれな） | 「ツブ★ドル」                                                | OVA『ツブ★ドル』関連曲                                                   |
| 7月8日   | B地区戦隊SOX                                                                         | SOX | 「B地区戦隊SOX」                                             | テレビアニメ『下ネタという概念が存在しない退屈な世界』オープニングテーマ |
| 8月19日  | 食戟のソーマ キャラクターソングシリーズ Side Girls 3 水戸郁魅                        | 水戸郁魅（石上静香） | 「sweet'n hot」 「百皿繚乱☆献立バトル〜starring 水戸郁魅〜」 | テレビアニメ『食戟のソーマ』関連曲                                       |
| 9月16日  | 心が叫びたがってるんだ。 オリジナルサウンドトラック                                  | 少女［仁藤菜月（雨宮天）］ / コーラス・謎のダンサー | 「光のない部屋」                                             | 劇場アニメ『心が叫びたがってるんだ。』劇中歌                             |
| 9月16日  | 心が叫びたがってるんだ。 オリジナルサウンドトラック                                  | 少女［仁藤菜月（雨宮天）］、王子［坂上拓実（内山昂輝）］、世界の人々 | 「あなたの名前を呼ぶよ」                                     | 劇場アニメ『心が叫びたがってるんだ。』劇中歌                             |
| 9月30日  | 下ネタという概念が存在しない退屈な世界 BD・DVD第2巻特典CD                            | 華城綾女（石上静香） | 「辱め雪月花」                                               | テレビアニメ『下ネタという概念が存在しない退屈な世界』関連曲             |
| 2016年   |                                                                                      | |                                                              |                                                                          |
| 7月27日  | 最弱無敗の神装機竜 Blu-ray&DVD 初回生産特典キャラクターソングCD V                    | 切姫夜架（石上静香） | 「無垢なる羽が舞う夜を」                                     | テレビアニメ『最弱無敗の神装機竜』関連曲                                 |
| 8月26日  | 夢守唄                                                                               | 姫川瑞希（石上静香） | 「夢守唄」 「Glorious Memories」                             | キャラクターCD『ツキウタ。』関連曲                                       |
| 2018年   |                                                                                      | |                                                              |                                                                          |
| 3月7日   | 永遠にシンデレラメイト                                                               | ツブ★ドル | 「永遠にシンデレラメイト」                                   | OVA『ツブ★ドル』関連曲                                                   |
| 3月28日  | ダーリン・イン・ザ・フランキス エンディング集 vol.1                                  | XX:me | 「トリカゴ」 「真夏のセツナ」 「Beautiful World」            | テレビアニメ『ダーリン・イン・ザ・フランキス』エンディングテーマ         |
| 6月27日  | ダーリン・イン・ザ・フランキス エンディング集 vol.2                                  | XX:me | 「escape」 「ダーリン」                                      | テレビアニメ『ダーリン・イン・ザ・フランキス』エンディングテーマ         |
| 6月27日  | ダーリン・イン・ザ・フランキス エンディング集 vol.2                                  | イクノ（石上静香） | 「escape（TV Size ver.）」                                   | テレビアニメ『ダーリン・イン・ザ・フランキス』関連曲                     |
| 2019年   |                                                                                      | |                                                              |                                                                          |
| 3月29日  | Seleas                                                                               | Seleas | 「Seleas」 「T.O.T.M. -TAKOPA On The Moon-」                 | キャラクターCD『ツキウタ。』関連曲                                       |
| 6月12日  | りんご色メモリーズ                                                                   | 葉桜ひかり（石上静香） | 「りんご色メモリーズ」                                       | テレビアニメ『なんでここに先生が!?』エンディングテーマ                   |
| 2020年   |                                                                                      | |                                                              |                                                                          |
| 12月23日 | 荒野のコトブキ飛行隊 大空のテイクオフガールズ！ チームソングミニアルバム             | ゲキテツ一家 | 「JIN」                                                      | ゲーム『荒野のコトブキ飛行隊 大空のテイクオフガールズ！』関連曲          |
| 2021年   |                                                                                      | |                                                              |                                                                          |
| 3月24日  | 回復術士のやり直し Blu-ray&DVD Vol.1 キャラクターソング&TVサイズ主題歌CD             | フレイア（渋谷彩乃）、セツナ（石上静香） | 「Wash My World」                                            | テレビアニメ『回復術士のやり直し』関連曲                                 |
| 3月26日  | Dramatical Hunter                                                                    | 姫川瑞希（石上静香） | 「Dramatical Hunter」                                        | キャラクターCD『ツキウタ。』関連曲                                       |
| 6月21日  | 騒乱前夜                                                                             | B-Transition | 「騒乱前夜」                                                 | 『BURNS SKOOL』関連曲                                                    |
| 7月21日  | 百華繚乱 参                                                                          | 大天狗正家（石上静香）、典厩割（佐伯伊織）、陸奥守吉行（森永千才） | 「海恋華」                                                   | ゲーム『天華百剣 -斬-』関連曲                                            |
| 9月6日   | Gradation Age                                                                        | 公野太陽 (藤原夏海)、犬江草太 (石上静香)、藤井エルヴィス（ファイルーズあい） | 「Gradation Age」                                            | 『BURNS SKOOL』関連曲                                                    |
| 9月27日  | TO-B                                                                                 | B-Transition | 「TO-B」                                                     | 『BURNS SKOOL』関連曲                                                    |
| 2022年   |                                                                                      | |                                                              |                                                                          |
| 4月27日  | 明日ちゃんのセーラー服 BD / DVD 第1巻完全生産限定版特典CD                            | 蠟梅学園中等部1年3組 | 「はじまりのセツナ」                                         | テレビアニメ『明日ちゃんのセーラー服』オープニングテーマ                 |
| 6月26日  | Nameless PRidE                                                                       | B-Transition | 「Nameless PRidE」                                           | 『BURNS SKOOL』関連曲                                                    |
| 2023年   |                                                                                      | |                                                              |                                                                          |
| 9月11日  | マジックパーテーション                                                               | B-Transition | 「マジックパーテーション」                                   | 『BURNS SKOOL』関連曲                                                    |
| 2024年   |                                                                                      | |                                                              |                                                                          |
| 1月1日   | AGE OF ARISE                                                                         | B-Transition | 「AGE OF ARISE」                                             | 『BURNS SKOOL』関連曲                                                    |
| 10月20日 | Paint It Now                                                                         | サオリ（石上静香） | 「Paint It Now」                                             | ゲーム『ブルーアーカイブ -Blue Archive-』関連曲                          |
| 12月23日 | ありがとう、そしてこれからも。                                                       | カズサ（夏吉ゆうこ）、キキョウ（小松未可子）、キサキ（相坂優歌）、コユキ（乾夏寧）、サオリ（石上静香）、シロコ＊テラー（小倉唯）、ヒナ（広橋涼）、ホシノ（花守ゆみり）、マリー（小澤亜李）、マリナ（平井祥恵）、ユウカ（春花らん） | 「ありがとう、そしてこれからも。」                           | ゲーム『ブルーアーカイブ -Blue Archive-』4周年記念楽曲                   |
| 2025年   |                                                                                      | |                                                              |                                                                          |
| 5月28日  | Perfect Parfait Parade                                                               | ジャンヌ（雨宮天）、アオジル（石上静香） | 「Perfect Parfait Parade」                                   | テレビアニメ『＃コンパス2.0 戦闘摂理解析システム』関連曲                 |